# Pedrouços Atlético Clube
El Pedrouços Atlético Clube es un club de fútbol portugués con sede en la freguesia de Pedrouços, municipio de Maia, distrito de Oporto. El club actualmente está activo en la Serie 1 de la División de Honor de la Asociación de Fútbol de Oporto (quinto nivel a nivel nacional).

## Historia
El Pedrouços Atlético Clube se fundó el 2 de octubre de 1929 como resultado de la fusión de dos clubes locales de barrio. Una sastrería en la parroquia sirvió primero como sede del club: fue allí donde se llevaron a cabo las reuniones y fue allí donde los atletas se reunieron para recibir el equipo (camisa y pantalones cortos), mientras que el resto del equipo fue el que organizaron, sirviendo en botas, botas viejas o zapatos viejos con algunos durmientes. La sede de Pedrouços Atlético Clube se trasladó a Rua Artur Neves; sede que todavía funcionaba, pero solo como una sede social y donde algunos de los socios más antiguos aún se unían. La sede administrativa, en Travessa Nova da Giesta, junto al campo del club, fue construida en la década de 1980 por los miembros, y luego reformada en 2001 por el Ayuntamiento de Maia. En la época de 1941/42, fue subcampeón en el Campeonato Popular de Fútbol, organizado por Jornal de Notícias. El equipo consistía en una camisa con rayas verticales azules y rojas, pantalones cortos blancos; El equipo alternativo era con las listas diagonales.